# Ksawery Tłoczyński

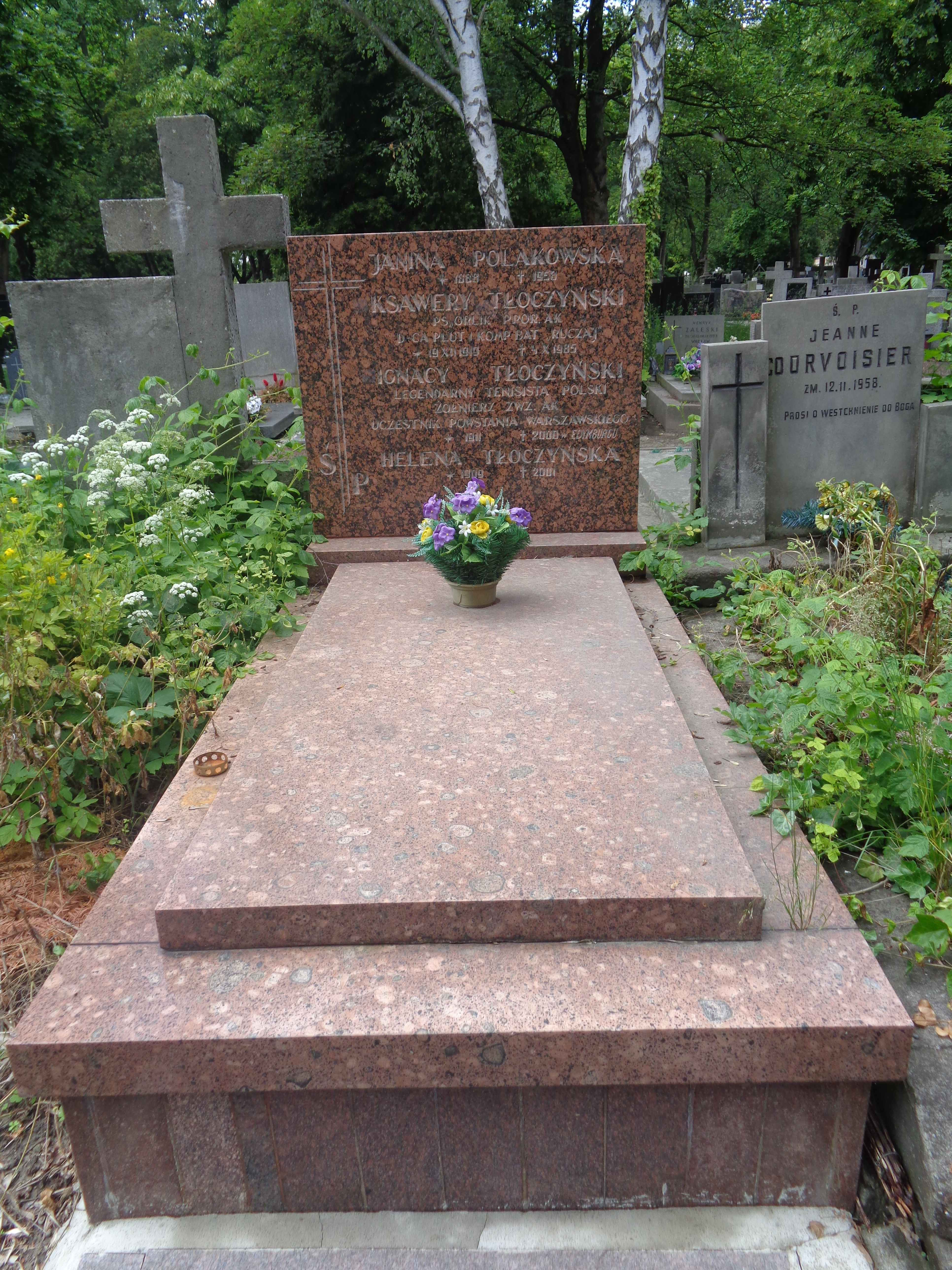
Grób Ksawerego Tłoczyńskiego na cmentarzu Powązkowskim

Ksawery Tłoczyński (ur. 17 grudnia 1919  w Poznaniu, zm. 4 października 1985 roku w Warszawie) – polski tenisista brat Ignacego.

## Życiorys
Urodził się 17 grudnia 1919  w Poznaniu. Karierę rozpoczynał jako czołowy polski junior drugiej połowy lat trzydziestych. W 1937 roku w Krakowie na mistrzostwach Polski w tej kategorii wiekowej wywalczył tytuły i w singlu, i w deblu, a w poprzednich latach dwa razy był wicemistrzem w grze podwójnej.
W okresie okupacji był aktywnym członkiem Armii Krajowej. W oddziale, w którego członkami było wielu sportowców, z jego bratem na czele, a także kilku młodych tenisistów Legii.  polski seniorów 1939 doszedł do półfinałów debla i miksta oraz ćwierćfinału. Podczas okupacji działał w konspiracji i trenował tenis. Podczas powstania warszawskiego walczył w stopniu podchorążego ps Orlik. Wyróżnił się podczas brawurowego ataku na koszary przy ul Koszykowej zwanego akcją tenisistów. Za atak został uhonorowany Krzyżem Walecznych i awansowany na stopień oficerski. Po wojnie pozostał w Polsce i został dwukrotnym mistrzem Polski w deblu. W latach sześćdziesiątych był członkiem Zarządu Polskiego Związku Tenisowego. 
Pochowany na cmentarzu Powązkowskim w Warszawie (kwatera 102-5-25).